# Yeah!めっちゃタッグトーナメント
Yeah!めっちゃタッグトーナメントは、東京女子プロレスが主催するプロレスのタッグマッチによるトーナメント。

## 概要
2018年にDDTが新宿FACEにて開催する「闘うビアガーデン」の東京女子プロレスDAY（8月4日）にて行われた、シャッフルタッグによるワンデイトーナメント。タッグパートナーとトーナメントの組み合わせの両方を抽選にて決定した。試合形式は準決勝までは10分1本勝負で、時間切れ引き分けの場合はじゃんけんで勝敗を決した。決勝戦は時間無制限1本勝負。優勝チームには、賞品として軽井沢旅行を贈呈すると発表された。
トーナメントの結果、決勝戦でmagical sugar rabbits（瑞希&坂崎ユカ）が怪獣戦隊カイジュウジャーVS英雄戦隊パミレンジャー（中島翔子&ハイパーミサヲ）を破って優勝。しかし、甲田哲也代表から優勝賞品の軽井沢旅行における宿泊先が「自分の実家の物置みたいなところ」だと告げられると、瑞希と坂崎は反発して特典を拒否。逆に2人は当時空位だったTOKYOプリンセスタッグ王座を要求したが、甲田代表は既に王座決定戦の開催が決まっているため授与はできないと主張。結果、王座決定戦への出場権を得る形で落ち着いた。
本トーナメントで優勝を争った瑞希&坂崎と中島&ミサヲの2組と山下実優&伊藤麻希は、後に正式なタッグチームとして活動するようになり、すべてのチームがプリンセスタッグ王座を獲得している。
2019年以降「闘うビアガーデン」で東京女子プロレスのプログラムが組まれなくなったことや、2021年から新たに『"ふたりはプリンセス"Max Heartトーナメント』が始まったことなどもあり、本大会と同様の形式によるタッグトーナメントは行われていない。

## Yeah!めっちゃタッグトーナメント2018夏
日程
- 8月4日 新宿FACE[2]

出場チーム
- magical sugar rabbits[注釈 1]（瑞希&坂崎ユカ）※優勝
- 怪獣戦隊カイジュウジャーVS英雄戦隊パミレンジャー[注釈 2]（中島翔子&ハイパーミサヲ）※準優勝
- ポ●テピピック[注釈 4][注釈 3]（山下実優＆伊藤麻希）
- さいたマッスルズ（才木玲佳＆ミウ）
- デスヴィーナスマニア（ヒカリ＆愛野ユキ）
- アンジェリーナジャッキーパープル（まなせゆうな＆ヒナノ）
- THE YELLOW SALMON[注釈 5]（のどかおねえさん＆ラク）
- 生足ヘソ出しまぁセントーン。（優宇＆上福ゆき）